# Hoàng thảo môi đỏ
Hoàng thảo môi đỏ hay lộng lẫy, thạch hộc lộng lẫy (danh pháp hai phần: Dendrobium pulchellum) là một loài thực vật có hoa trong họ Orchidaceae.
Cây phân bố từ Nam Á đến Đông Nam Á. Tại Việt Nam, cây có mặt ở tỉnh Quảng Trị.